# Georges Anthony
Georges Charles Marie Adolphe Anthony (ur. 26 listopada 1890 w Liège, zm. ?) – belgijski wioślarz. Brązowy medalista olimpijski z Amsterdamu.
Zawody w 1928 były jego jedynymi igrzyskami olimpijskimi. Brązowy medal zdobył w dwójce ze sternikiem (był właśnie sternikiem), a wspólnie z nim płynęli Léon Flament i François De Coninck.